# Patrick Farkas
Patrick Farkas (ur. 9 września 1992 w Oberwart) – austriacki piłkarz grający na pozycji obrońcy. Od 2017 roku jest zawodnikiem Red Bull Salzburg.

## Życiorys
W czasach juniorskich trenował w klubach ASK Oberdorf (2001–2004), SV Oberwart (2004–2006) i BNZ Burgenland (2006–2009). W 2009 roku został piłkarzem SV Mattersburg. W Bundeslidze zadebiutował 13 lutego 2010 w wygranym 1:0 meczu z SC Wiener Neustadt. W sumie w barwach Mattersburga rozegrał 238 meczów ligowych i strzelił 9 goli. 1 lipca 2017 odszedł do Red Bull Salzburg.